# Ototara-Kalkstein

Limestone-Vorkommen in Süd-Canterbury und an der Küste von Otago

Der Ototara Limestone, allgemein als Oamaru stone bekannt, ist ein heller cremefarbener Kalkstein aus der Gegend um Oamaru, Neuseeland. Die Entstehungszeit des Steins wird zeitlich in die regionale geologischen Stufe des Whaingaroan eingeordnet. Diese Stufe entspricht dem globalen Unteroligozän und ist damit in absoluten Alterswerten dem Zeitraum von vor 33.9 bis 28.1 Millionen Jahren zuzuordnen.

## Geografie

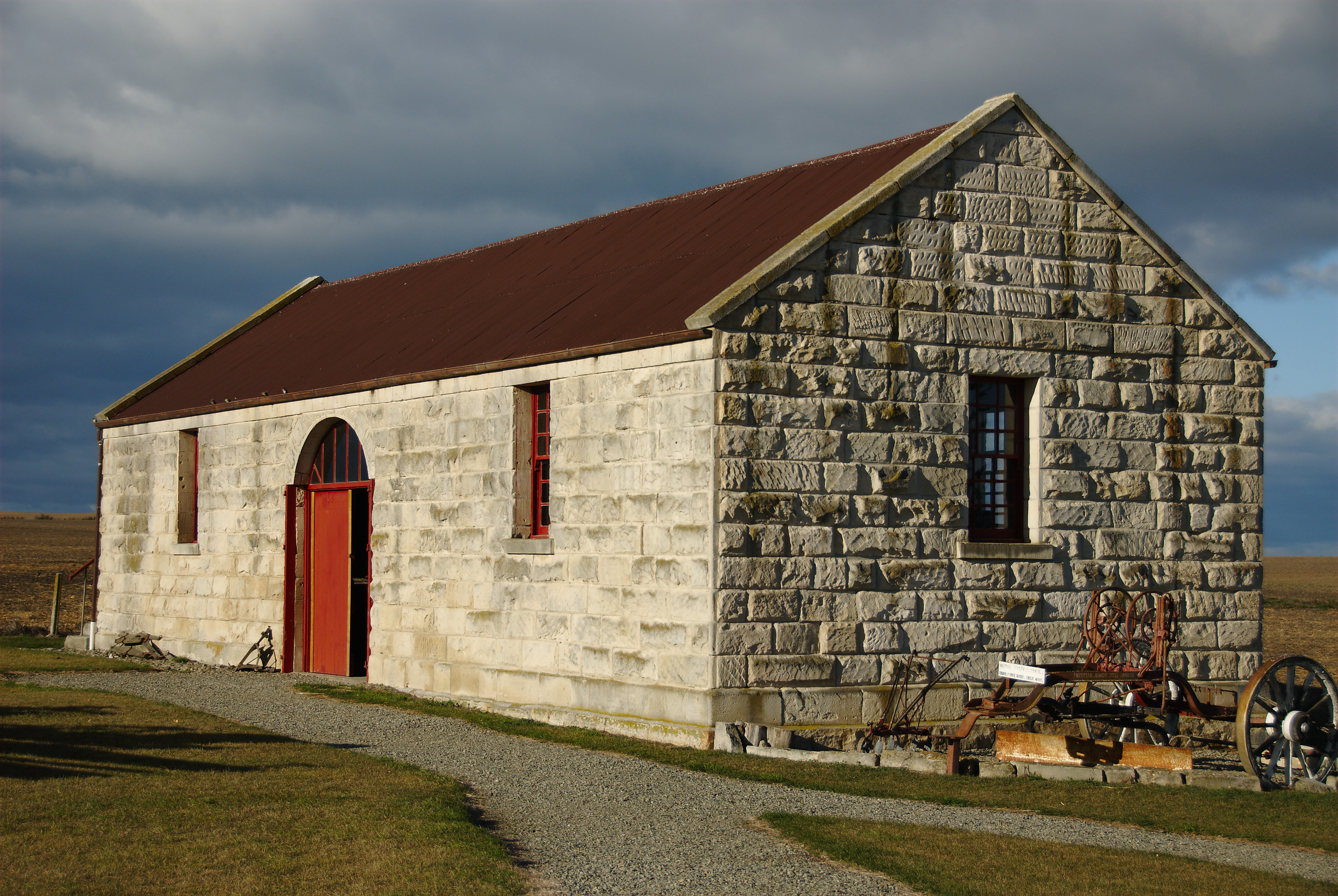
Totara Estate Granary, Oamaru, aus Oamaru stone gebaut

Das Gebiet, in dem der Ototara Limestone gefunden wird, gehört zu einer größeren zusammenhängenden Landschaft, die den südlichen Teil von Canterbury und großräumig den Küstenbereich von Otago umfasst. Abgebaut wird der Oamaru stone derzeit nur im Parkside Quarry (Steinbruch) bei Weston, 6 km nordwestlich vom Stadtzentrum von Oamaru gelegen. In der Gegend um Oamaru wird ein Vorkommen von etwa 450 Megatonnen von der Qualität des Ototara Limestone vermutet.

## Beschaffenheit
Der Kalkstein ist grob strukturiert, porös, und trotz seines relativ leichten Gewichts, fest. Seine Farbe ist hell braun und in cremig-weiß übergehend. Seine teilweise großflächigen, farblichen Streifen geben Skulpturen, die aus dem Stein gefertigt werden, eine besondere Atmosphäre. Der Stein ist leicht zu schneiden und eignet sich deshalb auch besonders in Quaderform als Baumaterial.
Der Gehalt an Calciumcarbonat CaCO3 liegt zwischen 86 % und 98 %, meist aber über 93 %. Die Anteile an Siliciumdioxid SiO2 liegen bei rund 1 %, Eisen(III)-oxid Fe2O3 bei 0,43 % und Aluminiumoxid Al2O3 bei 0,5 %. Der Ototara Limestone hat wegen seiner  Beschaffenheit und seinen Eigenschaften auch den Ruf der qualitativ beste Kalkstein in der Region Otago zu sein.

## Verwendung

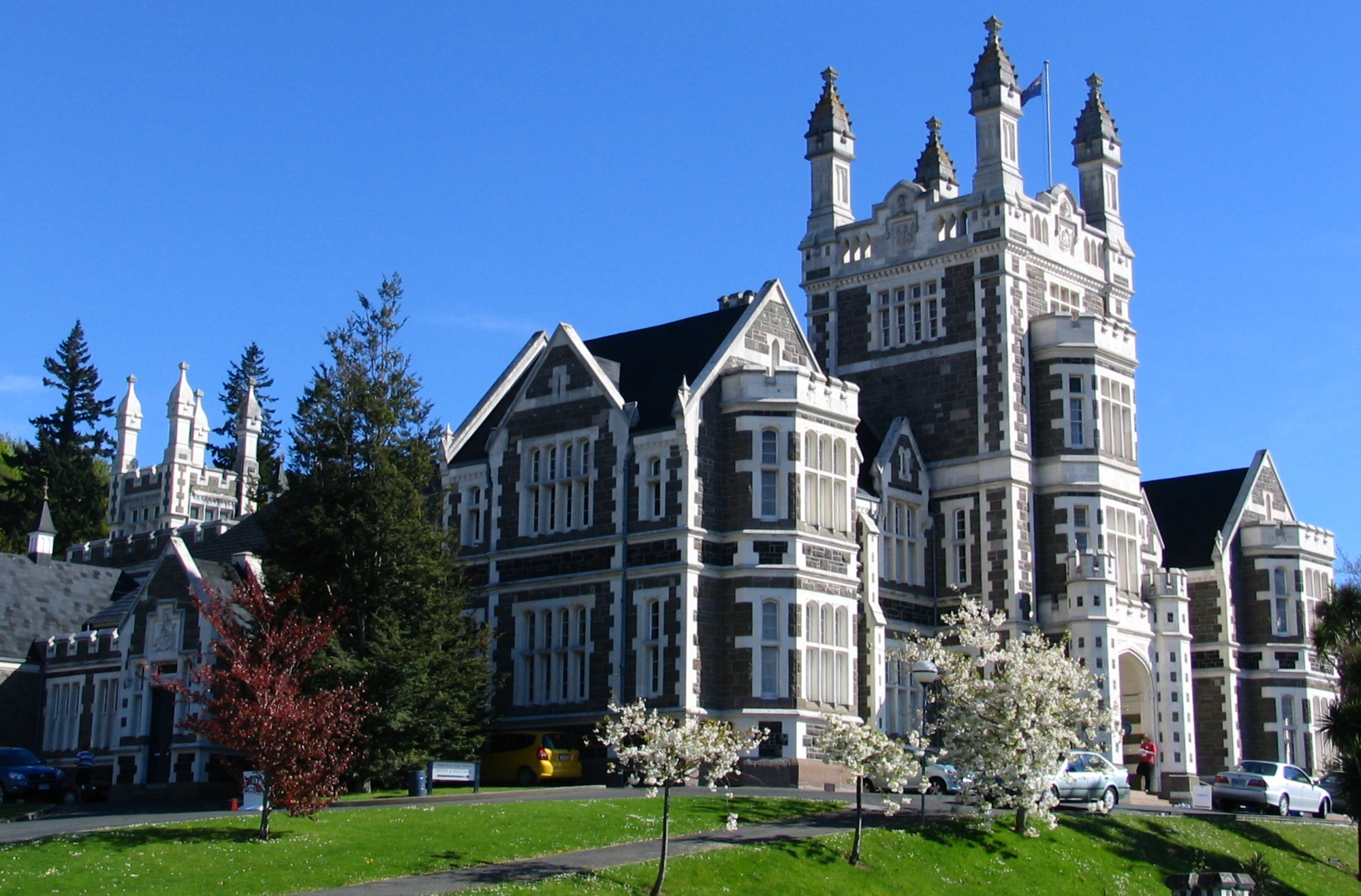
Otago Boys’ High School, Dunedin

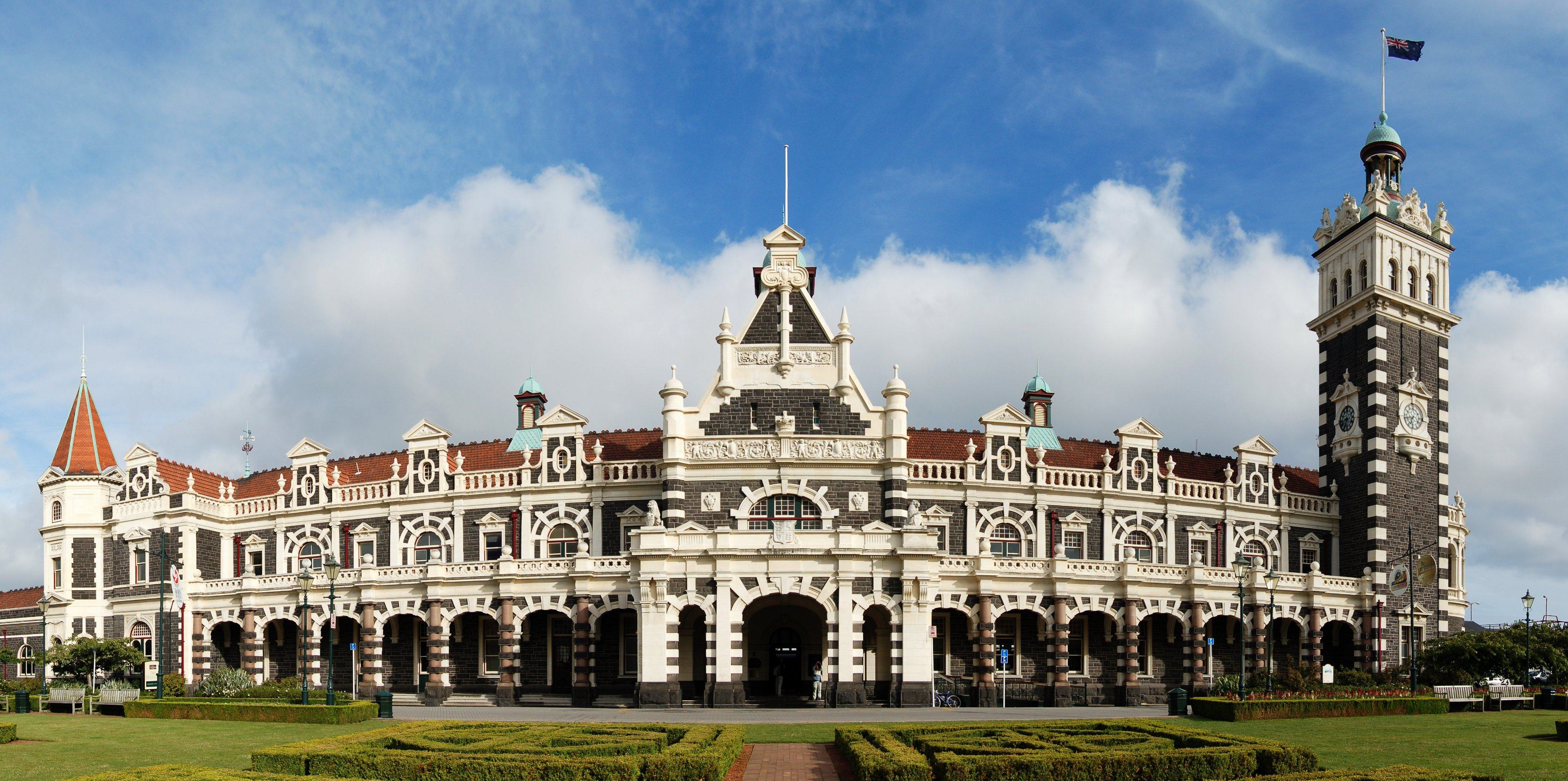
Bahnhof Dunedin

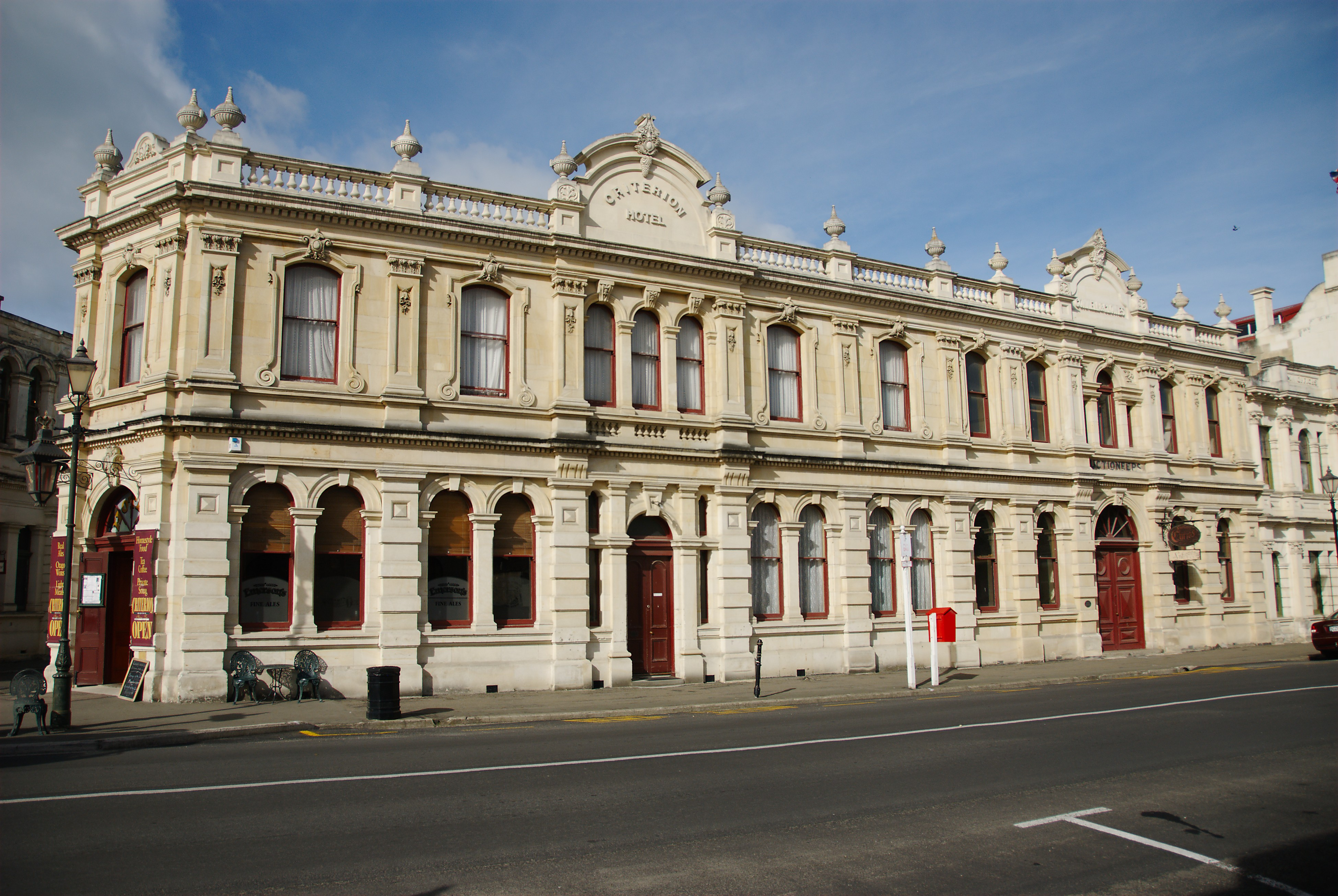
Hotel Criterion, Oamaru

Da der Kalkstein über gute Bearbeitungseigenschaften verfügt und durch seine Farbstruktur sehr ansprechend wirkt, wird er sehr gerne im Hausbau und zur Fassadengestaltung verwendet. Besonders in Otago, aber auch landesweit, fand der Oamaru Stone bei der Errichtung von Steinbauten seit den 1860ern Verwendung. Anfänglich wurde der Kalkstein zumeist in Kirchenbauten, Gebäuden von Banken, Rathäusern, Theatergebäuden, sowie anderen öffentlichen Gebäuden oder in privaten Residenzen als tragender Stein und zugleich als gestalterisches Mittel verwendet.
Das Bild des historischen Stadtkerns von Oamaru wird von Bauten aus Oamaru Stone geprägt. Viele dieser Bauten wurden von der Architektengemeinschaft Forrester & Lemon entworfen.  In anderen Bauwerken wurde der helle Stein mit hartem, blaugrauem Basalt („Bluestone“) als Kontrast kombiniert, so beim Bahnhof Dunedin, dem Registry Building der University of Otago und dem Christchurch Arts Centre.
Heute dient der Oamaru stone als Baumaterial nur noch zur Fassadenverkleidung, für schmuckhafte Innenwände oder kleinere Gebäude, da der Kalkstein aufgrund seiner geringen Festigkeit Erdbeben schlecht widerstehen kann. 2009 versuchte der Otago District Council, den Kalkstein als Baumaterial für den Häuserbau zu verbieten. Für die Herstellung von Steinskulpturen findet der Kalkstein weite Verwendung, einige Künstler der Region arbeiten fast ausschließlich mit diesem Stein.